# Hrabstwo Wilcox (Georgia)

Piramida wieku hrabstwa

Hrabstwo Wilcox (ang. Wilcox County) – hrabstwo w stanie Georgia, w Stanach Zjednoczonych. Z gęstością 8,9 os./km² należy do trzydziestu najsłabiej zaludnionych hrabstw Georgii. Jego siedzibą administracyjną jest miasto Abbeville.
Powstało w 1857 roku. Jego nazwa powstała od nazwiska Marka Wilcoxa (1800–1850), generała, legislatora stanu Georgia.

## Geografia
Według spisu z 2000 obszar całkowity hrabstwa obejmuje powierzchnię 993 km², z czego 985 km² stanowią lądy, a 8 km² stanowią wody.

### Miejscowości
- Abbeville
- Pitts
- Pineview
- Rochelle
- Seville (CDP)

### Sąsiednie hrabstwa
- Hrabstwo Pulaski – północ
- Hrabstwo Dodge – wschód
- Hrabstwo Telfair – wschód
- Hrabstwo Ben Hill – południe
- Hrabstwo Turner – południowy zachód
- Hrabstwo Crisp - zachód
- Hrabstwo Dooly – północny zachód

## Demografia
Według spisu z 2020 roku liczy 8766 mieszkańców, co oznacza spadek o 5,3% w porównaniu z poprzednim spisem z roku 2010. Według danych pięcioletnich z 2021 roku 63,3% to biali (59,6% nie licząc Latynosów), 33,8% czarnoskórzy lub Afroamerykanie, 1,7% miało rasę mieszaną, 0,9% Azjaci i 0,3% to rdzenna ludność Ameryki. Latynosi stanowili 4,8% populacji hrabstwa.

## Polityka
Hrabstwo jest silnie republikańskie, gdzie w wyborach prezydenckich w 2020 roku, 73,3% głosów otrzymał Donald Trump i 26,3% przypadło dla Joe Bidena. 